# Särkänniemi
Särkänniemi is een multifunctioneel park in Tampere, Finland. Het ligt ongeveer 1,5 kilometer van het centrum van Tampere. Naast een pretpark, dat in 1973 met enkele kinderritten begon, is er ook een aquarium (1969), een planetarium (1969), de kinderboerderij Doghill (1970), de Näsinneula uitkijktoren (1971), het Sara Hildén Kunstmuseum (1979) en 's werelds noordelijkste dolfinarium, wat in 1985 zijn deuren opende. 
Het park is sinds 1975 in handen van de stad Tampere. Het volledige terrein trekt ongeveer 1,1 miljoen bezoekers per jaar waarvan de helft naar het pretpark gaat. Särkänniemi is hiermee het op één na meest populaire pretpark in Finland, na Linnanmäki in Helsinki.

## Attracties

### Achtbanen
| Naam       | Type                | Bouwer     | Bouwjaar | Snelheid (km/u) | Lengte (meter) | Hoogte (meter) | Duur rit (minuten) | Foto |
| ---------- | ------------------- | ---------- | -------- | --------------- | -------------- | -------------- | ------------------ | ---- |
| Half-Pipe  | Lanceerachtbaan     | Intamin AG | 2003     | 69              | 70             | 30             | 2.00               |      |
| Tornado    | Omgekeerde achtbaan | Intamin AG | 2001     | 75              | 700            | 25             | 2.20               |      |
| Trombi     | Vliegende achtbaan  | Zamperla   | 2005     | 40              | 391            | 15             | 1.15               |      |
| MotoGee    | Motorfietsachtbaan  | Zamperla   | 2010     | 60              | 364            | 13             |                    |      |
| Vauhtimato | Tivoli achtbaan     | Zierer     | 1984     | 26              | 60             | 3              |                    |      |

### Waterattracties, Dark- en Thrillrides
- Koskiseikkailu - rapid river
- Tukkijoki - boomstamattractie
- Metkula Fun House - walkthrough
- Aikamatto - vliegend tapijt
- Hurricane - topspin

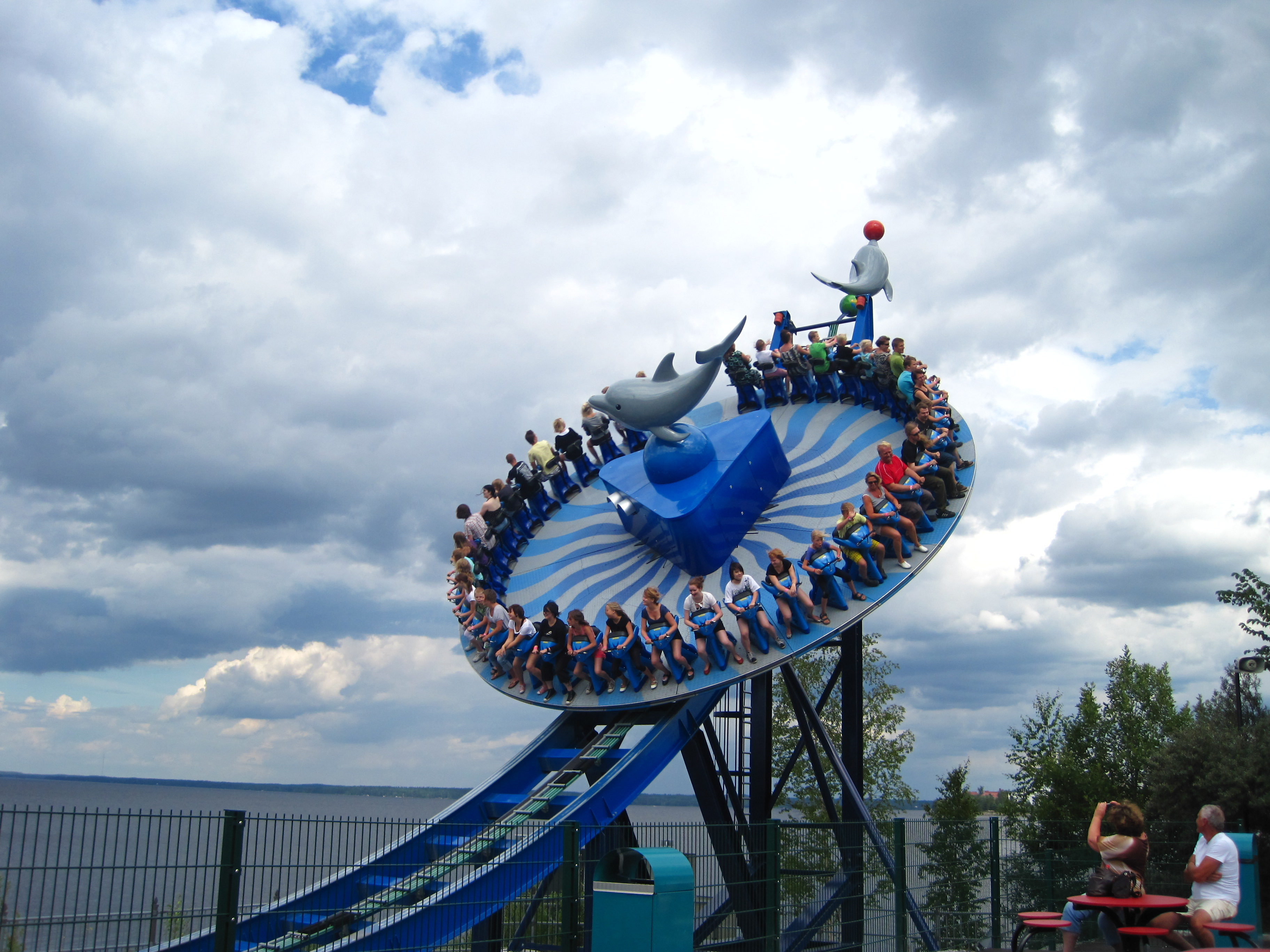
Tyrsky

- TakeOff - soort van breakdance, Take Off
- Troika - troika
- Tyrsky - Disk'O
- Viikinkilaiva - schommelschip
- High Voltage - power surge

### Familieattracties

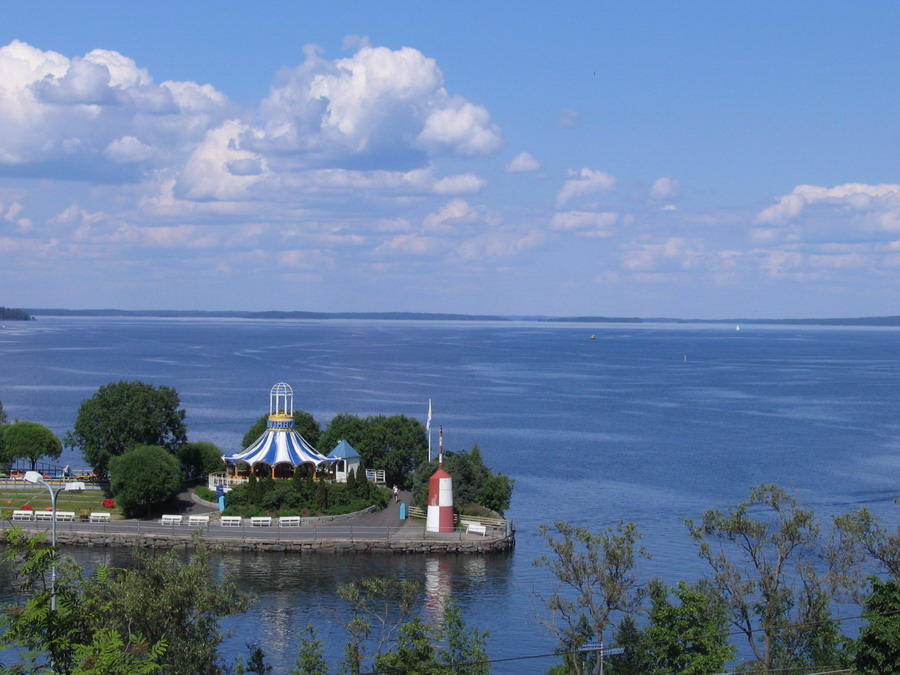
Uitzicht op Huvimaja Carousel

- Candy Carousel - paardenmolen
- Huvimaja Carousel - draaimolen
- Kantti x kantti - rondrit
- Taikajoki - rondvaart
- Pikku Hinaaja - rockin' Tug
- Audi Racing - botsauto's
- Ilmaveivi - zweefmolen
- Majakka - mini vrije val

## Näsinneula uitkijktoren

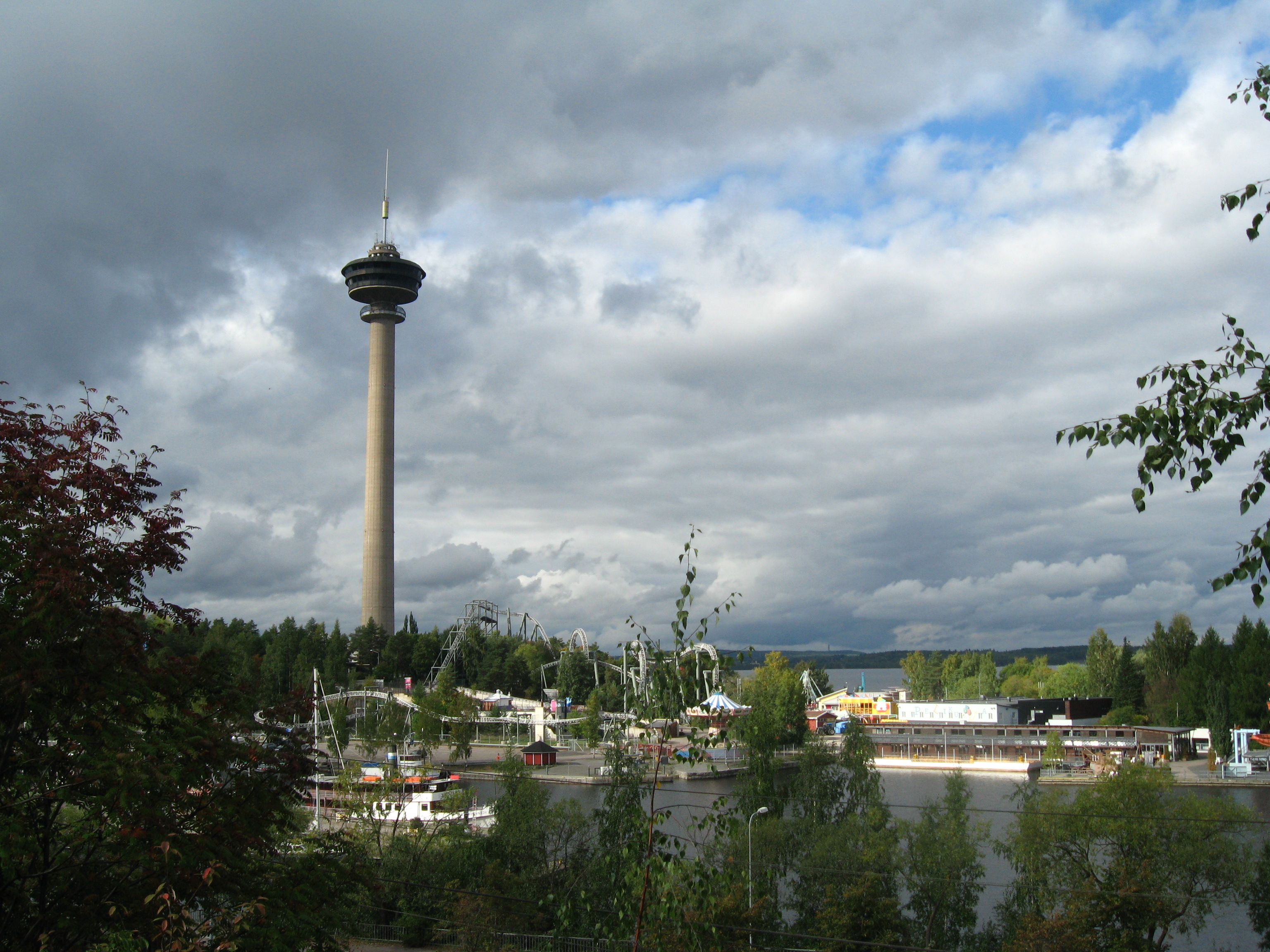
Näsinneula uitkijktoren

De Näsinneulatoren is met een hoogte van 168 meter de hoogste vrijstaande structuur in Finland en de hoogste uitkijktoren in de Scandinavische landen. De toren werd geopend in 1971. Er is een ronddraaiend restaurant in de toren 124 meter boven de grond; een omwenteling duurt 45 minuten. Het ontwerp van Näsinneula werd geïnspireerd door de Space Needle in Seattle. Het idee van een draaiend restaurant werd genomen uit de Puijo toren in Kuopio.